# DTM-Saison 2018/Mogyoród

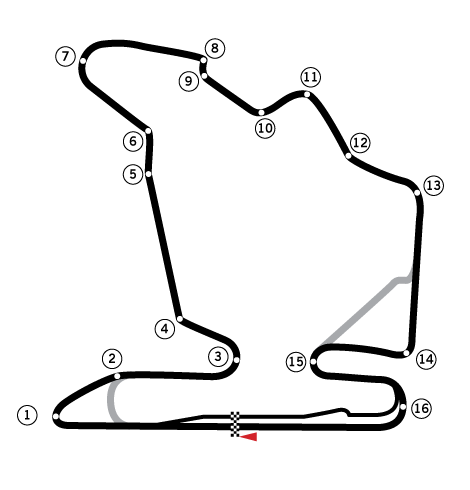
Layout des Hungarorings.

Mit der dritten Station der DTM-Saison 2018 gastierte die Serie zwischen dem 1. und 3. Juni 2018 auf dem Hungaroring in Mogyoród.

## Berichte

### Hintergründe
Nach dem Wochenende in Klettwitz führte Timo Glock in der Fahrerwertung mit einem Punkt vor Gary Paffett und mit 33 Punkten vor Pascal Wehrlein. In der Markenwertung führte Mercedes mit 48 Punkten vor BMW und mit 160 Punkten vor Audi.
Mit Paul di Resta, Edoardo Mortara, René Rast und Marco Wittmann (jeweils einmal) traten vier ehemalige Mogyoród-Sieger zu den Rennen an.

### Freitag
Das erste Training am Freitag gewann Jamie Green mit einer Rundenzeit von 1:38,351 Minuten vor Robin Frijns und Rast.

### Samstag
Im zweiten Training am Samstag lag Frijns in 1:56,342 Minuten vor Wittmann und Loïc Duval.
Die Pole-Position sicherte sich in der Qualifikation für das Samstagsrennen di Resta in 1:37,349 Minuten vor Nico Müller und Lucas Auer.
Beim Start des Rennens blieb di Resta vor Müller und Auer an der Spitze. Bereits nach einer Runde kamen mit Bruno Spengler, Green und Philipp Eng die ersten Fahrer an die Box, um ihren Pflichtboxenstopp zu absolvieren. Nach 13 Minuten im Rennen folgte ihnen in Auer der erste Fahrer aus der Spitzengruppe.
In der Folge kam es, bedingt durch die Pflichthalte der Fahrer, zu mehreren Führungswechseln. Nach etwa 46 Minuten kam mit Mike Rockenfeller auch der letzte Fahrer in die Boxengasse, womit die eigentliche Reihenfolge, in der di Resta nur vor Auer und Müller führte, wiederhergestellt war.
Di Resta gewann das Rennen vor Auer und Müller. Für di Resta war es der erste Saisonsieg und im zweiten Jahr in Folge gelang ihm ein Tagessieg am Hungaroring. Die schnellste Rennrunde fuhr Auer in 1:38,812 Minuten. Die BMW-Piloten blieben in diesem Rennen gänzlich ohne Punkte.
Durch seinen Sieg machte di Resta in der Fahrerwertung drei Plätze gut und lag mit 56 Punkten nun auf Rang drei. Neuer Führender war Paffett (79) vor Glock (71). Bei den Herstellern blieb Mercedes (278) vor BMW (164) und Audi (93).

### Sonntag
Im dritten Training am Sonntagmorgen erzielte Müller in 1:37,433 Minuten die schnellste Runde vor Rast und Green.
Die zweite Pole-Position des Wochenendes gelang Auer in 1:36,717 Minuten vor Wehrlein und Vortagessieger di Resta.
Auer konnte seine Führung nach dem Start behaupten. Etwas weiter hinten im Feld kam es in Kurve zwei zu einer Berührung zwischen Müller und Glock, die zu einem Dreher des BMW-Piloten und Meisterschaftszweiten Glock führte.
Nach etwa fünf absolvierten Rennminuten setzte Regen ein. Wenig später war Augusto Farfus der Fahrer im Feld, der einen Boxenstopp einlegte, um Regenreifen aufziehen zu lassen. Bei seinem eigenen Stopp nach etwa elf Minuten rutschte Auer mit seinem Fahrzeug auf dem nassen Asphalt der Boxengasse aus, drehte sich und traf dabei zwei Sportwarte. Ähnlich erging es Mortara und Spengler. Aufgrund des Regens und der Unfälle in der Box wurde das Rennen nach 13 Minuten mit der Roten Flagge unterbrochen. Einer der von Auer getroffenen Warte erlitt eine offene Fraktur eines Schienbeins. Insgesamt gab es durch diese Unfälle drei Verletzte.
Um etwa 14:20 Uhr wurde das Rennen zunächst hinter dem Safety Car fortgesetzt und anschließend wieder freigegeben. Kurz vor Ende des Rennens kam Müller als letzter Fahrer an die Box. Zwischenzeitlich hatte Wittmann die Spitze in der „bereinigten“ Reihenfolge der Fahrer übernommen, die den Pflichtstopp bereits absolviert hatten. Dahinter lagen Glock, Eng und Rockenfeller.
Wittmann gewann das Rennen vor Glock und Eng, womit BMW ein Dreifachsieg gelang. Die schnellste Runde fuhr Daniel Juncadella in 1:38,417 Minuten.
Durch den zweiten Platz ging Glock mit nunmehr 90 Punkten in der Fahrerwertung wieder an dem am Sonntag punktlosen Paffett (79) vorbei und in Führung. Auf Platz drei blieb di Resta (67). In der Markenwertung führte Mercedes (294) vor BMW (236) und Audi (112).
Einige Stunden nach Rennende wurden Auer, Mortara und Spengler aufgrund der Vorfälle in der Boxengasse aus der Wertung genommen.

## Klassifikationen

### Rennen 1
| Pos. | Fahrer            | Team    | Runden | Zeit       | Start |
| ---- | ----------------- | ------- | ------ | ---------- | ----- |
| 01   | Paul di Resta     | HWA     | 34     | 57:13,199  | 01    |
| 02   | Lucas Auer        | HWA     | 34     | + 0:00,587 | 03    |
| 03   | Nico Müller       | Abt     | 34     | + 0:02,236 | 02    |
| 04   | René Rast         | Rosberg | 34     | + 0:02,898 | 04    |
| 05   | Edoardo Mortara   | HWA     | 34     | + 0:06,695 | 05    |
| 06   | Gary Paffett      | HWA     | 34     | + 0:12,166 | 09    |
| 07   | Robin Frijns      | Abt     | 34     | + 0:15,009 | 14    |
| 08   | Loïc Duval        | Phoenix | 34     | + 0:22,754 | 11    |
| 09   | Jamie Green       | Rosberg | 34     | + 0:25,829 | 07    |
| 10   | Daniel Juncadella | HWA     | 34     | + 0:26,844 | 06    |
| 11   | Mike Rockenfeller | Phoenix | 34     | + 0:27,249 | 18    |
| 12   | Bruno Spengler    | RBM     | 34     | + 0:34,140 | 10    |
| 13   | Pascal Wehrlein   | HWA     | 34     | + 0:37,007 | 12    |
| 14   | Timo Glock        | RMG     | 34     | + 0:38,689 | 16    |
| 15   | Augusto Farfus    | RMG     | 34     | + 0:39,001 | 08    |
| 16   | Marco Wittmann    | RMG     | 34     | + 0:39,510 | 13    |
| 17   | Joel Eriksson     | RBM     | 34     | + 0:40,534 | 15    |
| 18   | Philipp Eng       | RBM     | 34     | + 0:46,994 | 17    |

### Rennen 2
| Pos. | Fahrer            | Team    | Runden | Zeit       | Start |
| ---- | ----------------- | ------- | ------ | ---------- | ----- |
| 01   | Marco Wittmann    | RMG     | 26     | 77:50,129  | 14    |
| 02   | Timo Glock        | RMG     | 26     | + 0:05,870 | 08    |
| 03   | Philipp Eng       | RBM     | 26     | + 0:13,457 | 15    |
| 04   | Mike Rockenfeller | Phoenix | 26     | + 0:13,937 | 16    |
| 05   | Paul di Resta     | HWA     | 26     | + 0:16,276 | 03    |
| 06   | Joel Eriksson     | RBM     | 26     | + 0:20,446 | 17    |
| 07   | Augusto Farfus    | RMG     | 26     | + 0:21,464 | 12    |
| 08   | Robin Frijns      | Abt     | 26     | + 0:23,350 | 11    |
| 09   | Loïc Duval        | Phoenix | 26     | + 0:23,772 | 13    |
| 10   | René Rast         | Rosberg | 26     | + 0:24,263 | 06    |
| 11   | Daniel Juncadella | HWA     | 26     | + 0:24,580 | 07    |
| 12   | Pascal Wehrlein   | HWA     | 26     | + 0:25,185 | 02    |
| 13   | Jamie Green       | Rosberg | 26     | + 0:27,098 | 10    |
| 14   | Nico Müller       | Abt     | 26     | + 0:54,865 | 09    |
| 15   | Gary Paffett      | HWA     | 26     | + 1:15,907 | 05    |
| –    | Lucas Auer        | HWA     | 26     | DSQ        | 01    |
| –    | Edoardo Mortara   | HWA     | 26     | DSQ        | 04    |
| –    | Bruno Spengler    | RBM     | 26     | DSQ        | 18    |

## Meisterschaftsstände nach dem Wochenende
Die ersten zehn beider Rennen erhielten 25, 18, 15, 12, 10, 8, 6, 4, 2 bzw. 1 Punkt(e). Die ersten drei beider Qualifyings erhielten 3, 2 bzw. 1 Punkt(e).

### Fahrerwertung
| Pos. | Fahrer            | Team    | Punkte |
| ---- | ----------------- | ------- | ------ |
| 01   | Timo Glock        | RMG     | 90     |
| 02   | Gary Paffett      | HWA     | 79     |
| 03   | Paul di Resta     | HWA     | 67     |
| 04   | Lucas Auer        | HWA     | 55     |
| 05   | Marco Wittmann    | RMG     | 51     |
| 06   | Edoardo Mortara   | HWA     | 47     |
| 07   | Philipp Eng       | RBM     | 41     |
| 08   | Pascal Wehrlein   | HWA     | 41     |
| 09   | Mike Rockenfeller | Phoenix | 34     |

| Pos. | Fahrer            | Team    | Punkte |
| ---- | ----------------- | ------- | ------ |
| 10   | Joel Eriksson     | RBM     | 23     |
| 11   | René Rast         | Rosberg | 23     |
| 12   | Bruno Spengler    | RBM     | 23     |
| 13   | Nico Müller       | Abt     | 17     |
| 14   | Loïc Duval        | Phoenix | 17     |
| 15   | Robin Frijns      | Abt     | 11     |
| 16   | Jamie Green       | Rosberg | 10     |
| 17   | Augusto Farfus    | RMG     | 08     |
| 18   | Daniel Juncadella | HWA     | 05     |

### Herstellerwertung
| Pos. | Hersteller | Punkte |
| ---- | ---------- | ------ |
| 01   | Mercedes   | 294    |
| 02   | BMW        | 236    |
| 03   | Audi       | 112    |